# Amorphonemertes kubergensis
Amorphonemertes kubergensis är en djurart som tillhör fylumet slemmaskar, och som beskrevs av Cantell 1998. Amorphonemertes kubergensis ingår i släktet Amorphonemertes och familjen Cerebratulidae. Inga underarter finns listade i Catalogue of Life.